# Jim Jackson (Basketballspieler)
James Arthur „Jim“ Jackson (* 14. Oktober 1970 in Toledo, Ohio) ist ein ehemaliger US-amerikanischer Basketballspieler, der von 1992 bis 2006 in der NBA spielte. Bekannt wurde er letztendlich durch seine zahlreiche Teamwechsel – insgesamt war er in seiner Karriere für zwölf verschiedene NBA-Teams aktiv.

## Karriere in der NBA
Jackson wechselte nach drei Jahren an der Ohio State University ins Profilager. Beim NBA-Draft 1992 wurde er an vierter Stelle von den Dallas Mavericks ausgewählt. Aufgrund von Verzögerung bei den Vertragsverhandlungen unterschrieb Jackson erst spät seinen Vertrag und absolvierte in seiner Rookie-Saison nur 28 von 82 Spielen. Im Jahr darauf startete er in allen 82 Spielen und erzielte 19,2 Punkte, 4,7 Rebounds und 4,6 Assists pro Spiel. Im Jahr darauf steigerte er seine Punkteausbeute auf 25,7 Punkte pro Spiel. An der Seite der Jungstars Jamal Mashburn und Jason Kidd wurde den Mavericks eine große Zukunft prophezeit. Jedoch kam es bald zu Unstimmigkeiten zwischen den Jungstars untereinander, indessen Folge das Trio weggetauscht wurde. 
1997 wurde dann schließlich Jackson zu den New Jersey Nets transferiert. Beim NBA-Draft 1997 wechselte Jackson unter anderem für Keith Van Horn zu den Philadelphia 76ers. Bei den 76ers war Jackson jedoch unglücklich über die mangelnden Spieleanteile und wurde zu den Golden State Warriors transferiert. Trotz 18,9 Punkte für die Warriors war Jackson unzufrieden mit der sportlichen Situation in Oakland und unterschrieb bei den Portland Trail Blazers. Aufgrund vieler Verletzung konnte Jackson nicht mehr an seine Leistungen anknüpfen und erzielte nur 8,4 Punkte pro Spiel. Jackson wurde erneut transferiert. Diesmal ging er mit Isaiah Rider für Steve Smith zu den Atlanta Hawks. Hier blieb er bis 2001, ehe er zurück in seine Heimat Ohio zu den Cleveland Cavaliers abgegeben wurde. Nach der Saison erhielt Jackson kein Angebot, so dass er erstmals ohne Team zu Saisonbeginn war. Die Miami Heat verpflichteten Jackson trotz bekannter Verletzungsprobleme. Bei den Heat spielte Jackson solide, erzielte 10 Punkte pro Spiel, erhielt jedoch kein neues Angebot. Erneut stand er ohne Team da, ehe die Sacramento Kings ihn unter Vertrag nahmen. 2003 schloss er sich den Houston Rockets an, wo er mit 12,9 Punkten und 6,1 Rebounds seine NBA-Tauglichkeit weiter unter Beweis stellte. Dennoch wurde er 2005 zu den New Orleans Hornets geschickt, nur um kurz darauf zu den Phoenix Suns weitergereicht zu werden. Seine letzte Station waren die Los Angeles Lakers, wo Jackson nur noch als Ergänzungsspieler zum Einsatz kam.
Während seiner 14-jährigen Karriere erzielte Jackson 14,3 Punkte, 4,7 Rebounds und 3,2 Assists pro Spiel.